# Prins Hendrik der Nederlanden
Die Prins Hendrik der Nederlanden war ein in Großbritannien gebautes Rammturmschiff, das 1860 von der Königlich-Niederländischen Marine bestellt wurde. Benannt wurde es nach Heinrich von Oranien-Nassau und war das erste Panzerschiff der niederländischen Marine. 1876 wurde das Schiff nach Niederländisch-Indien überführt und nahm dort unter anderem bei der Lombok-Expedition 1894 teil. Im Jahre 1899 wurde das Schiff außer Dienst gestellt und schließlich 1925 verschrottet.